# Carrollton (Missouri)
Carrollton – miasto w Stanach Zjednoczonych, w stanie Missouri, siedziba administracyjna hrabstwa Carroll.